# Хосе Куберо
Хосе Куберо (ісп. José Cubero, нар. 14 лютого 1987) — костариканський футболіст, півзахисник клубу «Алахуеленсе» та національної збірної Коста-Рики.

## Клубна кар'єра
З 2007 року перебуває у розпорядженні клубу «Ередіано». Протягом 2009-2010 на умовах оренди грав за «Пунтаренас», після чого повернувся до «Ередіано». Після повернення з оренди провів у складі цього клубу більше 100 матчів в національному чемпіонаті.

## Виступи за збірну
2010 року дебютував в офіційних матчах у складі національної збірної Коста-Рики. Наразі провів у формі головної команди країни 54 матчі, забивши 2 голи.
У складі збірної був учасником розіграшу Кубка Америки 2011 року в Аргентині та розіграшу Золотого кубка КОНКАКАФ 2011 року у США.